# Давоська фізико-метеорологічна обсерваторія
Давоська фізико-метеорологічна обсерваторія (нім. Physikalisch-Meteorologisches Observatorium Davos und World Radiation Center, PMOD/WRC) — науково-дослідний інститут у Давосі в Швейцарії, що спеціалізується на кліматології, дослідженнях Сонця та земної атмосфери. Був заснований у 1907 році. Від 1922 року вона є частиною Швейцарського дослідницького інституту високогірного клімату та медицини, а від 1971 року має мандат Всесвітнього радіаційного центру Всесвітньої метеорологічної організації.

## Історія

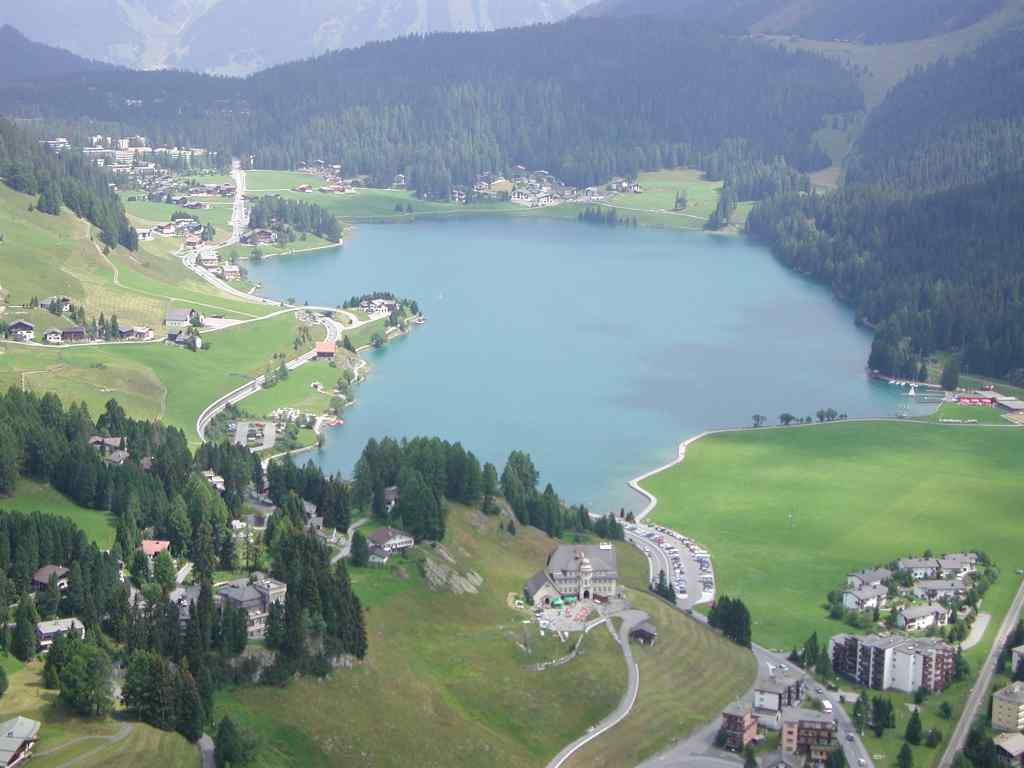
На передньому плані посередині зображена стара шкільна будівля, де зараз знаходиться Давоська фізико-метеорологічна обсерваторія.

У 1904 році німецький хімік Карл Дорно переїхав до Давосу в надії знайти ліки для своєї доньки, яка страждала на туберкульоз. У 1907 році він використав власні кошти для наукового дослідження нібито цілющих властивостей гірського курорту. Завдяки його роботі Давос став найбільш ретельно дослідженим на той час кліматичним курортом у Європі. Геофізик Пауль Гец співпрацював з Дорно з 1919 року, а 1921 року заснував власну обсерваторію в Арозі. Фріц Леве також працював асистентом Дорно в 1923 році. У 1920-х роках в обсерваторії також працював Вільгельм Густлофф, який пізніше став регіональним керівником групи Закордонної організації нацистської партії. Близько 1922 року через гіперінфляцію в Німеччині Дорно мусив об'єднати свою обсерваторію з SFI. Коли він пішов у відставку в 1926 році, обсерваторія повністю увійшла до складу фонду як Давоська фізико-метеорологічна обсерваторія.
Згодом обсерваторію нетривалий час очолював шведський метеоролог Фредерік Ліндгольм. З 1929 по 1966 рік керівником обсерваторії був Вальтер Мерікофер з Базеля. За його ініціативою були розроблені єдині специфікації вимірювань для приблизно 600 станцій вимірювання радіації по всьому світу. Після 1964 року Давос став калібрувальним центром для приладів вимірювання радіації. Під керівництвом директора Еміля Флаха було започатковано створення Всесвітнього центру радіації (World Radiation Center, WRC) у співпраці з Центральним метеорологічним інститутом (нині Федеральне управління метеорології та кліматології), Всесвітньою метеорологічною організацією та Швейцарською Конфедерацією. З 1971 року інститут від імені Всесвітньої метеорологічної організації підтримує глобальний еталон радіації. Тому калібрування всіх піргеліометрів прив'язане до групи точних приладів Давоської фізико-метеорологічної обсерваторії. Клаус Фреліх очолив цю сферу діяльності обсерваторії у 1971 році, а 1974 року став директором всієї обсерваторії. Його наступником у 1999 році став Вернер Шмутц. З 1 червня 2019 року директором обсерваторії є північноірландська фізикиня Луїза Харра.
З 1970-х років Давоська фізико-метеорологічна обсерваторія проводила різні експерименти з вимірювання сонячної радіації на великих висотах та в космосі під час польотів метеозондів, а також ракетних та супутникових місій. Прилади обсерваторії експлуатувалися на дослідницьких супутниках EURECA, SOHO та Picard, а також на Міжнародній космічній станції. Дані, отримані в цих експериментах, стали важливим підґрунтям для дослідження змінності сонячної сталої.